# 人生三明治
《人生三明治》（英語：Making Sandwiches）是一部由美国女演员兼制片人桑德拉·布洛克自编自导的短片。

## 制作
这部短片于1996年在加利福尼亚州文图拉拍摄完成，并于1997年圣丹斯电影节上首次亮相，还于1998年参加了奥斯汀电影节。